# Emanuele Mignone
Emanuele Mignone (Cavatore, 1º aprile 1864 – Arezzo, 23 dicembre 1961) è stato un vescovo cattolico italiano.

## Biografia
Nacque a Cavatore dal padre Guido, sindaco del paese, e dalla di lui prima moglie Adelaide Galliano, che lo lasciò orfano ad un solo anno di età.
Entrato giovinetto nel seminario diocesano, fu ordinato sacerdote il 14 luglio 1887.
Dopo alcuni anni fu nominato parroco di Ovada, ove lasciò un ricordo vivissimo, tanto che i parrocchiani continuarono, anche da lontano, a consultarlo sui più svariati problemi. Il 29 aprile 1909 papa Pio X lo promosse vescovo di Volterra, ricevendo la consacrazione episcopale il 29 giugno successivo. Il 18 dicembre 1919 papa Benedetto XV lo trasferì ad Arezzo. L'ingresso solenne in diocesi avvenne il 24 aprile 1920.
Il periodo storico in cui si trovò ad esercitare il suo ministero fu tra i più travagliati: il duro primo dopoguerra, l'avvento del fascismo, la seconda guerra mondiale, la ricostruzione e la rivoluzione economica dopo il 1950.
Fece fronte ad ogni circostanza con fermezza e intelligenza: nei primi anni del fascismo dovette difendere i propri sacerdoti dalle vessazioni delle squadracce fasciste indirizzando le proprie proteste direttamente a Mussolini.
Durante la guerra fu l'unica autorità che rimase sempre in città. Giorgio Spini, che fu fra i primi ad entrare ad Arezzo insieme ai soldati anglo-americani, lo incontrò nella piazza del Duomo e riportò in un suo scritto di essere rimasto colpito dal suo coraggio.
Dopo la guerra, con l'aumentare dell'età, venne meno la sua salute ma continuò a guidare la diocesi perfino dal letto dell'ospedale.

## Riconoscimenti
Subito dopo la fine della seconda guerra mondiale, il 6 marzo 1946, l'allora sindaco Antonio Curina gli concesse la cittadinanza onoraria.

## Genealogia episcopale
La genealogia episcopale è:
- Cardinale Scipione Rebiba
- Cardinale Giulio Antonio Santori
- Cardinale Girolamo Bernerio, O.P.
- Arcivescovo Galeazzo Sanvitale
- Cardinale Ludovico Ludovisi
- Cardinale Luigi Caetani
- Cardinale Ulderico Carpegna
- Cardinale Paluzzo Paluzzi Altieri degli Albertoni
- Papa Benedetto XIII
- Papa Benedetto XIV
- Cardinale Enrico Enriquez
- Arcivescovo Manuel Quintano Bonifaz
- Cardinale Buenaventura Córdoba Espinosa de la Cerda
- Cardinale Giuseppe Maria Doria Pamphilj
- Papa Pio VIII
- Papa Pio IX
- Cardinale Gustav Adolf von Hohenlohe-Schillingsfürst
- Arcivescovo Salvatore Magnasco
- Arcivescovo Tommaso Reggio
- Vescovo Disma Marchese
- Vescovo Emanuele Mignone